# 그레고리 마이클
그레고리 마이클(Gregory Michael, 1981년 5월 30일 ~ )은 미국의 배우이다.

## 출연 작품
- 그릭 1 (2007)
- 애즈 더 월드 턴즈 (1956)